# Oakland Arena
La Oracle Arena, precedentemente conosciuta come Oakland Coliseum Arena, Oakland Arena, The Arena In Oakland e The New Arena, è un'arena coperta situata a Oakland. Fu originariamente costruita col nome di Oakland-Alameda County Coliseum Arena nel 1966.
I Golden State Warriors (NBA) vi hanno giocato abitualmente fino al 2019, prima di trasferirsi a San Francisco sull'altra sponda della baia. In passato anche altre squadre hanno giocato qui, tra i quali gli Oakland Oaks dell'ABA tra il 1967 e il 1969, i California Golden Seals di NHL tra il 1967 e il 1976. Tra le sedi NBA nello stato della California (Staples Center di Los Angeles 18.997, e ARCO Arena di Sacramento 17.317) era quella con la maggiore capacità di posti a sedere, 19.596 spettatori. Il 20 ottobre 2006 i Golden State Warriors e la Oracle Corporation annunciarono un accordo di 10 anni in base al quale l'Oakland Arena sarebbe stata conosciuta come The Oracle.

## Ristrutturazione
Nel corso degli anni l'arena divenne sempre più obsoleta; inoltre, con poco più di 15.000 posti a sedere, è stata per lungo tempo una delle più piccole arene del campionato. Piuttosto che costruire una nuova arena a Oakland, oppure a San Francisco o San José come si ipotizzò inizialmente, fu presa la decisione di procedere ad un rinnovamento dal costo di 121 milioni di dollari che prevedeva nuovi posti a sedere e nuovi arredamenti interni; le pareti esterne e il tetto furono riscostruiti in modo simile a quanto fatto per la KeyArena di Seattle.

## Eventi ospitati e Record
Il 13 maggio 2007, 20.679 fans assistettero alla sconfitta dei Warriors contro gli Utah Jazz per 101-115 in gara 4 delle Semifinali della Western Conference. Oltre al record di presenze per una partita dei Warriors alla Oracle Arena, l'evento segnò anche il record di presenze per un match di pallacanestro nello stato della California.

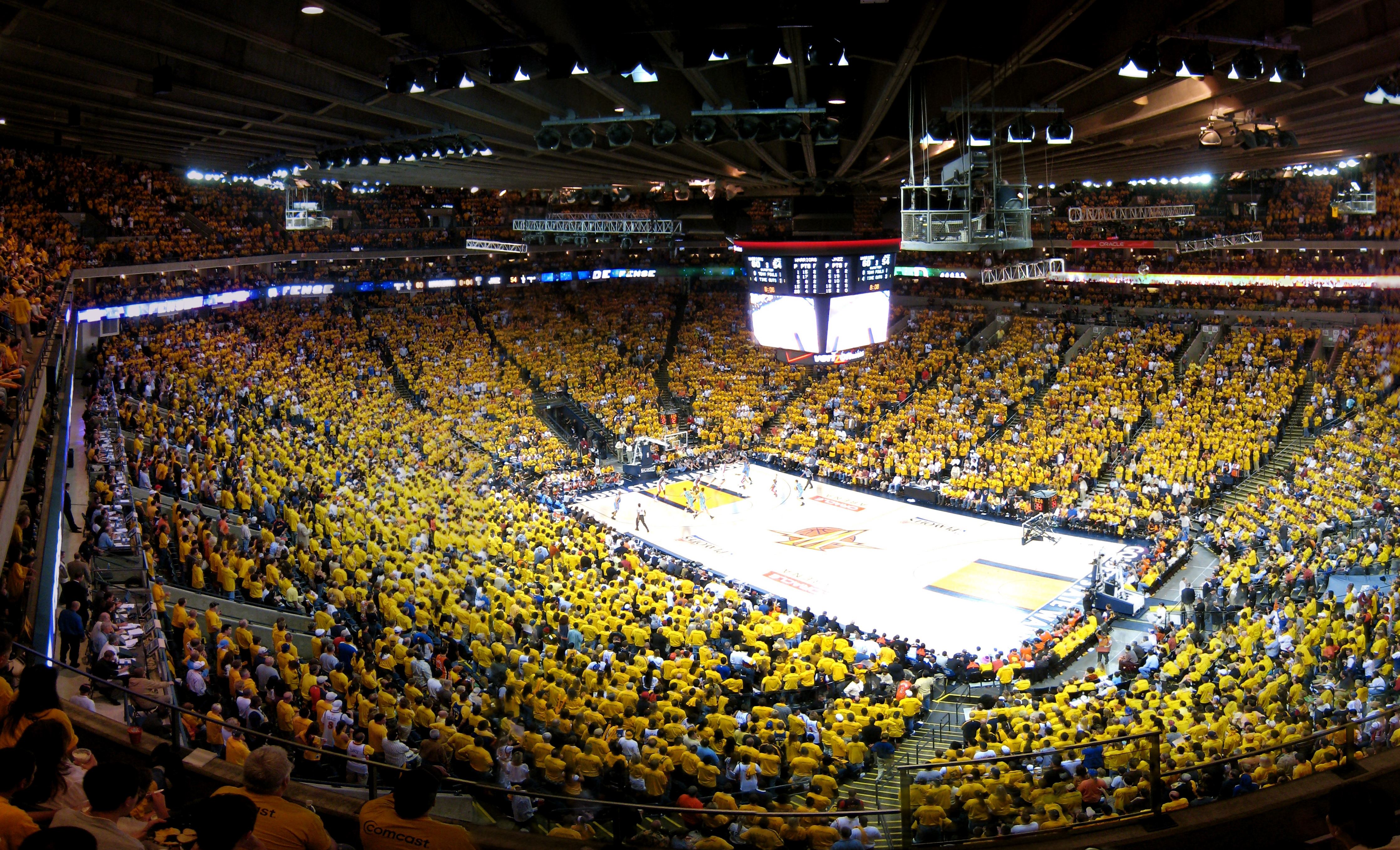
L'interno della Oracle Arena prima di una partita contro i Jazz nei Playoff 2007

Il record è stato successivamente battuto in due occasioni: il 14 dicembre 2007 con 20.705 presenze nella partita contro i Los Angeles Lakers, e il 20 febbraio 2008 con 20.711 spettatori per il match contro i Boston Celtics. Altri eventi significativi che si sono tenuti qui sono gli All Star Game del 1967 e del 2000 e la WCW SuperBrawl 1999, oltre a numerosi concerti.
L'ultima partita NBA disputata alla Oracle Arena si è giocata il 13 giugno 2019, quando i Golden State Warriors hanno perso gara 6 delle Finals di quell'anno contro i Toronto Raptors, con la franchigia canadese che ha così conquistato il suo primo titolo.